# مزرعه کلانتر
مزرعه کلانتر، روستایی از توابع بخش مرکزی شهرستان میبد در استان یزد  است. این روستا از لحاظ گردشگری از اهمیت ویژه‌ای برخوردار است. بیشتر ساکنان آن زرتشتی و مسلمان  هستند و به گویش بهدینی صحبت می‌کنند. قدمت این روستا به دوران صفویه باز می‌گردد.

## آثار ملی ایران
| نام اثر              | نشانی                         | شماره ثبت | تاریخ ثبت  | قدمت             |
| -------------------- | ----------------------------- | --------- | ---------- | ---------------- |
| خانه فریدون سامیا    | خ فردوسی، بن‌بست دوم، سمت راست | ۱۵۱۰۴     | ۱۳۸۴/۱۲/۲۴ | زندیه تا قاجاریه |
| خانه گشتاسب سامیا    | خ فردوسی، بن‌بست اول، سمت چپ   | ۱۵۱۱۷     | ۱۳۸۴/۱۲/۲۴ | زندیه            |
| آب‌انبار اردشیر       | ۵۰۰ متری مزرعه کلانتر         | ۱۵۱۲۸     | ۱۳۸۴/۱۲/۲۴ | قاجاریه          |
| خانه بهمان بهمردی    | خ فردوسی، دربند اول سمت راست  | ۱۵۱۳۳     | ۱۳۸۴/۱۲/۲۴ | قاجاریه          |
| آب‌انبار مزرعه کلانتر | ابتدای ورود به مزرعه کلانتر   | ۱۹۹۱۹     | ۱۳۸۶/۰۸/۲۲ | ۱۳۱۲             |

## معماری
معماری این روستا دارای طراحی و مهندسی منحصر به‌فردی است. خانه‌ها بر روی سطح شیب‌دار و از خشت و گل ساخته شده‌اند و دارای دالان‌های طولانی هستند. پشت بام‌های آن‌ها دارای بادگیر هستند و به گونه‌ای متصل به هم طراحی شده‌اند که از بالای پشت بام، قابل تفکیک از هم نیستند.

## جمعیت
این روستا در دهستان شهدا قرار دارد و بر اساس سرشماری مرکز آمار ایران در سال ۱۳۹۵، جمعیت آن ۳۰ نفر (۲۲ خانوار) بوده‌ است.

## نگارخانه

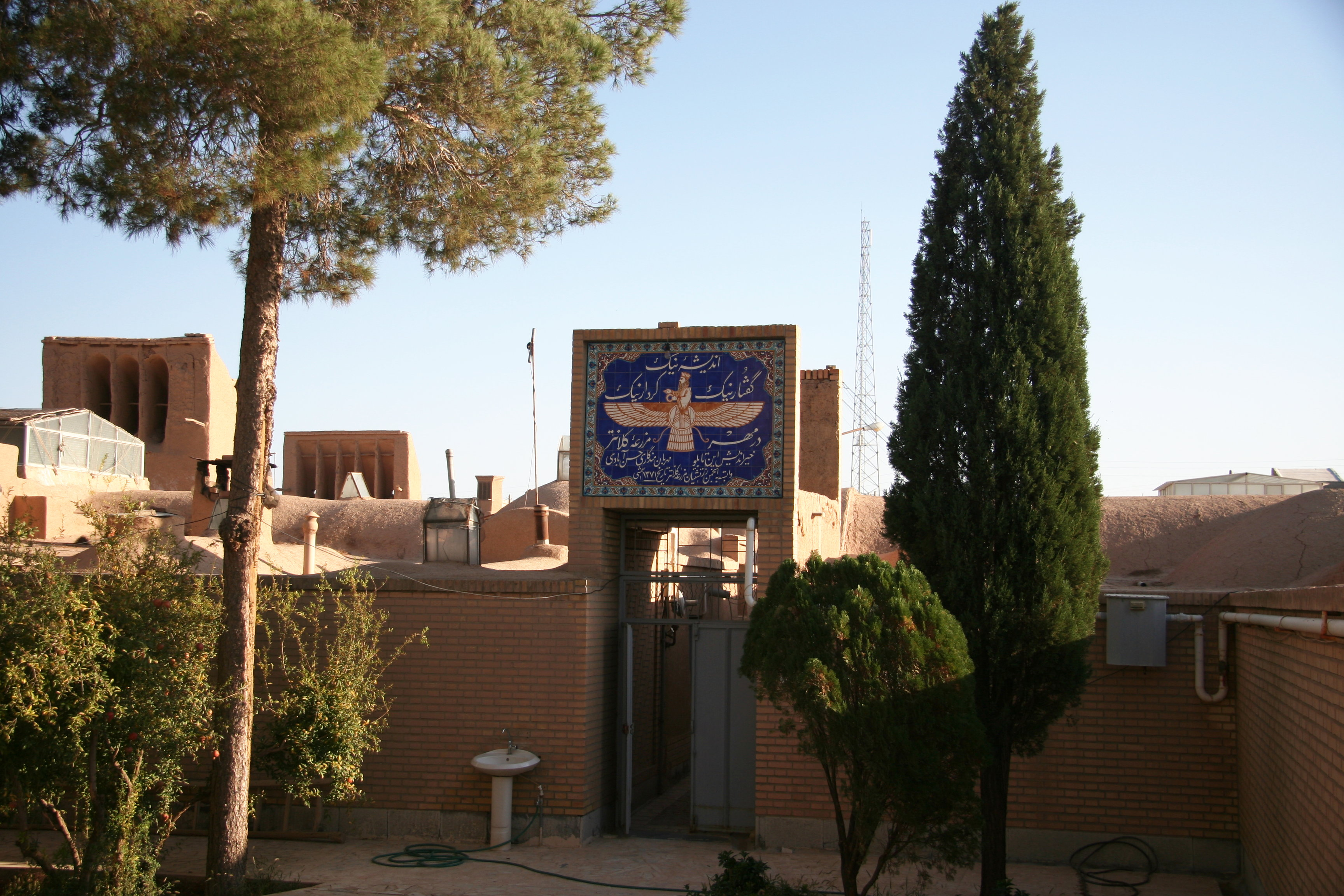
انجمن زرتشتیان مزرعهٔ کلانتر
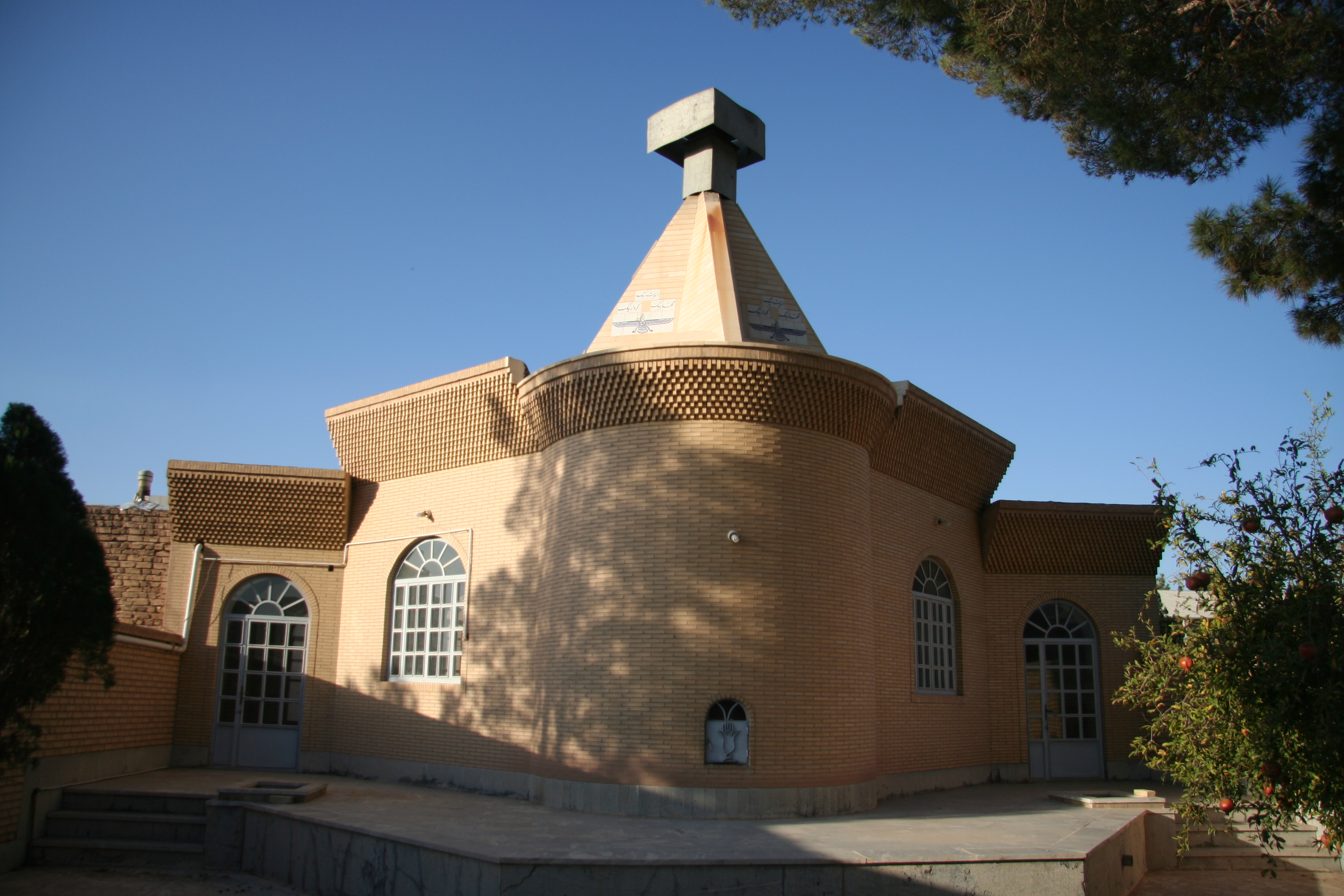
آتشکده روستا
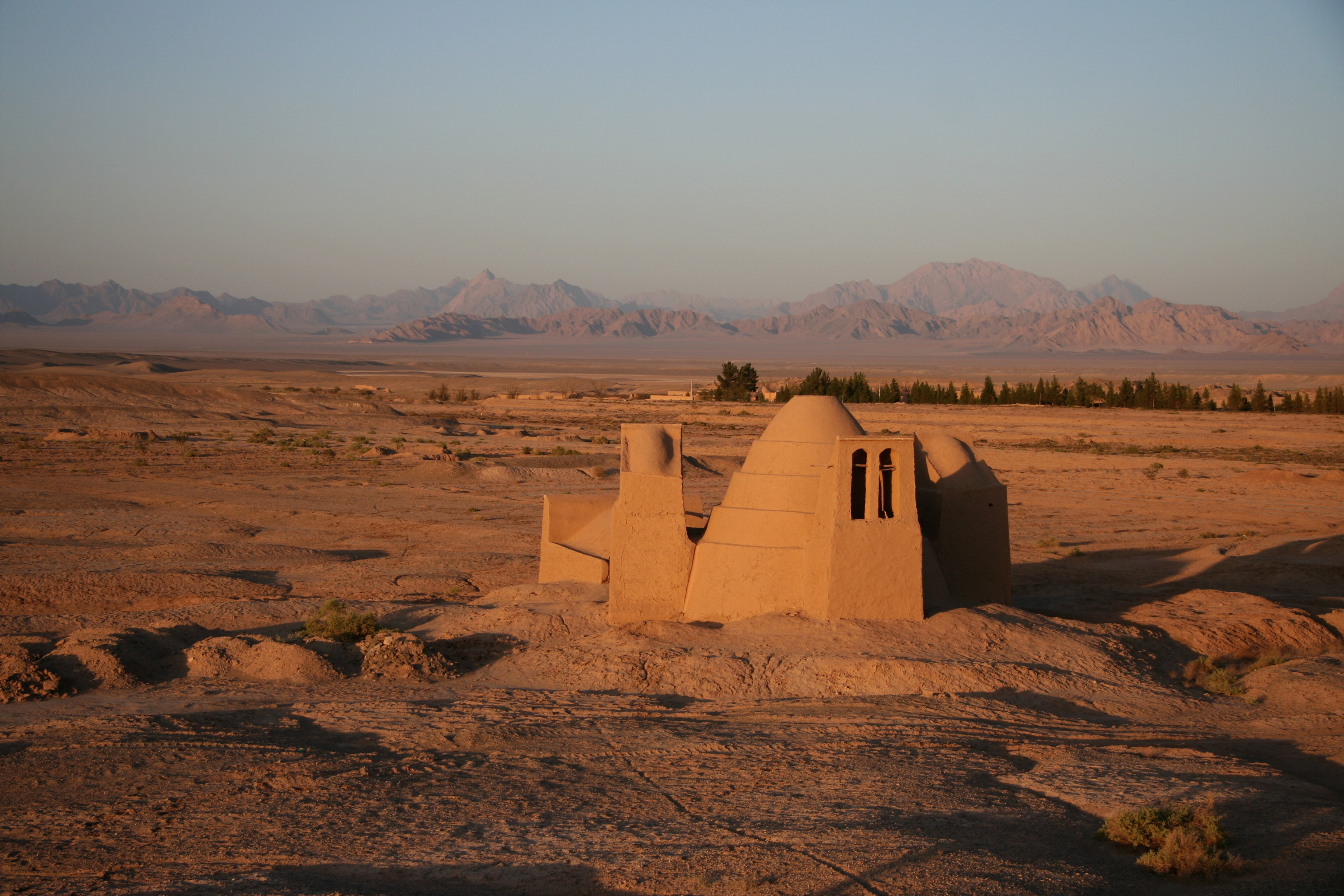
آب‌انبار اردشیر ۳۲°۱۱′۵۳″ شمالی ۵۴°۵′۴۸٫۹″ شرقی / ۳۲٫۱۹۸۰۶°شمالی ۵۴٫۰۹۶۹۱۷°شرقی